# 安德烈·鲍里索维奇·帕尔菲奥诺夫
安德烈·鲍里索维奇·帕尔菲奥诺夫（羅馬化：Andrey Borisovich Parfyonov；1976年4月10日—）是俄罗斯政治人物，第八届国家杜马议员
2000年，安德烈·帕尔菲奥诺夫毕业于莫斯科动力学院，2002年在莫斯科国立大学心理学院接受再培训。
2022年10月31日，因原国家杜马议员尼古拉·彼得鲁宁去世，统一俄罗斯党总委员会决定将他的职务移交给帕尔菲奥诺夫。2022年11月2日，俄罗斯联邦中央执行委员会第101次会议批准了将职务移交给帕尔菲奥诺夫的决定。